# Gary Mason
Gary Mason (ur. 15 października 1979) – szkocki piłkarz występujący na pozycji pomocnika.
W Scottish Premier League rozegrał 295 spotkań i zdobył 11 bramek.